# Rinawa cantuaria
Rinawa cantuaria är en spindelart som beskrevs av Forster 1970. Rinawa cantuaria ingår i släktet Rinawa och familjen panflöjtsspindlar. Inga underarter finns listade i Catalogue of Life.